# О’Брайен, Тим
Уильям Тимоти «Тим» О’Брайен (англ. William Timothy "Tim" O'Brien; род. 1 октября 1946, Остин, Миннесота) — американский писатель.
Дата рождения: 1 октября 1946 г., Остин, шт. Миннесота, США

## Биография
Родился в г. Остин, шт. Миннесота. В 12 лет переехал с семьей в г. Уэртингтон, шт. Миннесота. В 1968 окончил обучение в колледже. По профессии политолог. В 1969 проходил службу в войсках США. Был участником военных действий во Вьетнаме (23-я пехотная дивизия, чья воинская часть принимала участие в массовом убийстве в Сонгми), до 1970.
После службы поступил в Гарвардский университет. Автор статьей для The Washington Post, The New Yorker, Esquire, Harper’s, The Atlantic, Playboy, Ploughshares.
В настоящий период проживает с женой и с детьми в г. Остин, шт. Техас.

### Романы
- 1975 — Northern Lights
- 1978 — Вслед за Каччато / Going after Cacciato
- 1985 — The Nuclear Age
- 1994 — На Лесном озере / In the Lake of the Woods
- 1998 — Tomcat in Love
- 2002 — July, July

### Другое
- 1973 — If I Die in a Combat Zone, Box Me Up and Ship Me Home
- 1990 — The Things They Carried
- 2002 — Naked Vinyl

## Титулы, награды и премии
- 1979 — Национальная книжная премия США
- 1990 — Французская премия за Лучшую Иностранную Книгу
- 1995 — Премия Джеймса Фенимора Купера

## Публикации в России
- «Современная американская новелла. 70—80-е годы». Составитель: Алексей Зверев. М.: Радуга, 1989 г.